# Jack Bush
John Hamilton „Jack” Bush (ur. 20 marca 1909 w Toronto, zm. 24 stycznia 1977 tamże) – kanadyjski malarz i grafik.

## Życiorys
Dorastał w Londonie w Ontario i w Montrealu w Quebecu. Uczył się wieczorowo w Ontario College of Art (obecnie Ontario College of Art and Design University). Początkowo był artystą komercyjnym i do lat 50. zajmował się głównie grafiką użytkową, reklamową i ilustracją, a malarstwo traktował jako hobby. We wczesnym okresie twórczości malował portrety, pejzaże i sceny rodzajowe (np. Bawiące się dzieci z 1934), które tworzył pod wpływem dzieł Grupy Siedmiu. Później zainteresował się abstrakcyjnym ekspresjonizmem i zwrócił się ku abstrakcji, używając monumentalnych plam koloru, m.in. w obrazach Olśniewająca czerwień z 1965 i Truskawka z 1970.